# Dildo (álbum de DLD)
Dildo es el primer álbum de estudio de la banda DLD en esos años conocidos como "Dildo", fue grabado en Discos Antídoto, tuvo sencillos como "Dixie" ,"Noches de Vinil", "Loco Corazón" y "Pagarás" este último es un cover de la salsa de Edgar Leandro.

## Lista de canciones
Todas las canciones escritas y compuestas por Francisco Familiar a
excepción de "pagarás". 
| Edición estándar |                     |          |  |
| N.º              | Título              | Duración |  |
| 1.               | «Pálido»            | 4:01     |  |
| 2.               | «Pagarás»           | 3:40     |  |
| 3.               | «Lunes»             | 3:18     |  |
| 4.               | «Fabuloso»          | 3:52     |  |
| 5.               | «Un Paso Al Frente» | 4:30     |  |
| 6.               | «Son 15...»         | 5:11     |  |
| 7.               | «Noche de Vinil»    | 4:42     |  |
| 8.               | «Dixie»             | 3:29     |  |
| 9.               | «Enculado»          | 5:32     |  |
| 10.              | «20 Minutos»        | 4:08     |  |
| 11.              | «Loco Corazón»      | 3:28     |  |
| 12.              | «Opresión»          | 3:58     |  |
| 13.              | «Primera»           | 5:04     |  |
| 54:52            |                     |          |  |

- Datos: Q101209710